# Эйвондейл (Крайстчерч)
Эйвондейл (англ. Avondale) — пригород Крайстчерча на Южном острове Новой Зеландии. Он расположен в 6 километрах к северо-востоку от городского центра Крайстчерча, неподалёку от реки Эйвон, в четырёх километрах к северо-западу от её эстуария. Пригород образовался в районе улицы Эйвондейл-роуд (англ. Avondale Road). Территория пригорода ограничивается с запада и с севера руслом реки Эйвон, в честь которой он был назван. С юго-востока территория пригорода ограничивается улицей Уаинони-роуд (англ. Wainoni Road).

## Образование
В Эйвондейле находится средняя школа Chisnallwood Intermediate.

## Землетрясения

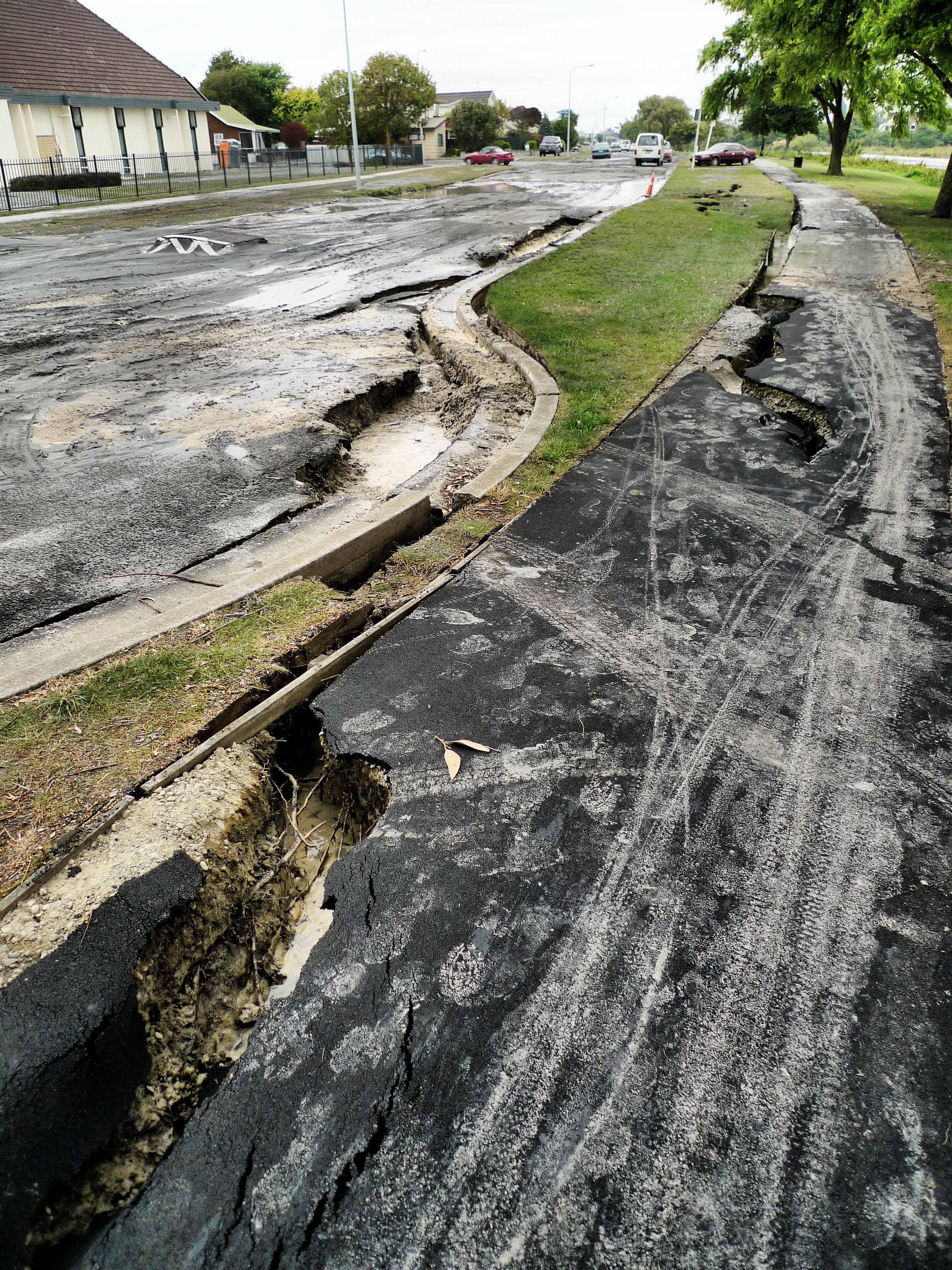
Разжижение грунта в Эйвондейле в результате землетрясения 22 февраля 2011 года

В результате землетрясений 2010 и 2011 годов Эйвондейл серьёзно пострадал в результате разжижения грунтов. Часть пригорода попала в так называемую «красную зону», где восстановление собственности было невозможно, а земельные участки и недвижимость были выкуплены у собственников правительством. Многие дороги в Эйвондейле были разрушены, что доставляло немало проблем местным жителям. Берега реки Эйвон были укреплены для предупреждения наводнения в пригороде. Так как система канализации была нарушена, на некоторых улицах появились туалетные кабинки. По состоянию на конец ноября 2013 года в пригороде велись ремонтно-восстановительные работы.